# Uiwang
Uiwang (hangul 의왕시, hanja 義王市) är en stad i den sydkoreanska provinsen Gyeonggi som är en sydlig förort till Seoul. Folkmängden var 164 857 i slutet av 2020.
Staden är administrativt indelad i sex stadsdelar (dong): 
Bugok-dong,
Cheonggye-dong,
Gocheon-dong,
Naeson 1-dong,
Naeson 2-dong och
Ojeon-dong.